# Carl Axel Gottlund
Carl Axel Gottlund (24. února 1796, Ruotsinpyhtää, švédské Finsko – 20. dubna 1875, Helsinky, Finské velkoknížectví) byl finský cestovatel, sběratel folklóru, historik, kulturní politik, lingvista, filolog, překladatel, spisovatel, vydavatel a lektor finštiny na Imperial Alexander University. Patřil k předním finským národním buditelům a k představitelům finského národního romantismu.
Šlo o velmi sebevědomou osobnost, která postrádala schopnost podřídit se jakékoli autoritě, a tudíž i schopnost naslouchat kritice, což vedlo k vážným problémům v jeho životě. Povahově samotářský bojovník také nedokázal kolegiálně spolupracovat. Zároveň to byl ale také obětavý a energický muž se skutečnými demokratickými ideály.

## Život
Narodil se v rodině finského duchovního Mattiase Gottlunda, který patřil k nejvýraznějším představitelům osvícenských myšlenek ve Finsku a svého syna vychoval v tomto duchu. Od roku 1805 žila rodina v Juvě. Jazykem rodiny byla švédština kvůli švédsky mluvící matce, ale ve finsky mluvící části města se naučil savoskému nářečí.
Po absolvování střední školy v Porvoo roku 1814 začal studovat na Královské akademii v Turku, kde se seznámil s myšlenkami romantismu, které ho v letech 1815–1816 inspirovaly ke sběru folklóru z jeho rodného kraje. Svou sbírkou básniček, kouzelných průpovědí, pohádek, dětských her a říkadel necenzuroval, ale ponechal v ní i sexuální materiál, což bylo v té době zcela výjimečné. Některé básně, které shromáždil,  byly považovány za sexuálně tak explicitní, aby mohly být publikována během jeho života i později. Mnohé z nich byly  archivovány až do roku 1997, kdy se staly součástí knihy Suomen Kansan Vanhat Runot (Staré básně finského lidu).
Přestože je Gottlund řazen k tzv. turkuským romantikům, tj. ke skupině vzdělanců působících na akademii v Turku, kteří byli syti racionálních osvícenských myšlenek a hledali nové intelektuální podněty v romantismu, se kterým spojili otázku hledání národní finské identity se zaměřením na vývoj finštiny jako národního jazyka, který pomůže národu k samostatnosti), duch osvícenské výchovy z dětství zůstal v jeho myšlení jako spodní proud a jeho vliv se v průběhu let stále více projevoval, kupříkladu v jeho náboženských postojích, které byly na tehdejší dobu velmi liberální.
Gottlundova studia na akademii v Turku nešla podle jeho očekávání, a tak se na podzim roku 1816 přestěhoval do Švédska, aby pokračoval ve studiu na univerzitě v Uppsale. Studoval tam klasické jazyky, přírodní vědy, historii a filozofii, ale ani zde nezískal žádný univerzitní titul. Publikoval zde ale své první básně a seznámil se s předními švédskými romantiky Atterbomem a Palmbladem, kteří stáli za literárním časopisem Svensk Litteratur-Tidning. Gottlund v něm psal o finské mytologii a již roku 1817 vyslovil myšlenku, že by z finských lidových básní mohl být sestaven epos, který ale až roku 1835 pod názvem Kalevala vytvořil Elias Lönnrot.

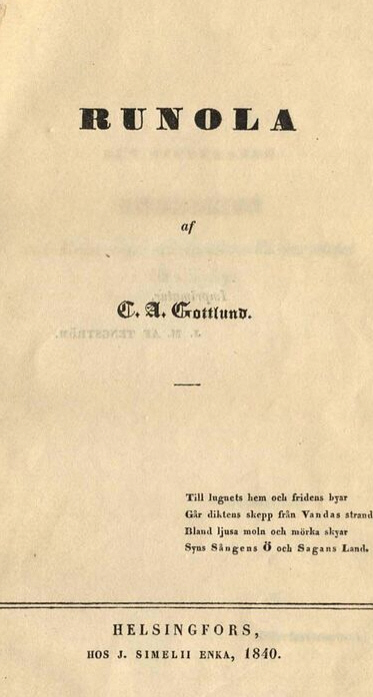
titulní strana eposu Runola z roku 1840

Velký zájem Gottlund projevoval o tzv. Lesní Finy, tj. o Finy, kteří na konci 16. století a na začátku 17. století migrovali z východní části Finska do zalesněných regionů centrálního Švédska a východního Norska. Podnikl dvě rozsáhlé výzkumné výpravy do finských lesů ve střední Skandinávii (1817 a 1821–1822), na kterých sbíral folklórní a etnografické údaje. Marně také usiloval o vytvoření autonomního finského území na obou stranách švédsko-norské hranice s velkou ekonomickou a politickou nezávislostí Lesních Finů, což mělo pro něho politické následky. Bylo mu zakázáno působit ve Stockholmu, kde se roku 1831 oženil s dcerou obchodníka Charlottou Augustou Brinkovou. Navzdory tomuto naprostému politickému selhání měl Gottlund na Lesní Finy pozitivní kulturní vliv, protože působil jako jejich národní buditel a zachránil jejich folklór.
Dalším úkolem, který si Gottlund vytyčil, bylo ukázat, že finštinu lze používat ve všech oblastech vzdělávání, stejně jako jiné kulturní jazyky. Proto vydal literární a vědecký sborník Otava (I, 1828 a II, 1832), který obsahoval články z lingvistiky, historie, archeologie, etiky, náboženství, folklóru a poezie. Sborníky neměly úspěch takový, jak Gottlund očekával. Vyznačovaly se totiž spíše duchem osvícenství než romantismu a Gottlund v něm ve vlastních textech tvrdohlavě používal savoský dialekt, nářečí od dobového psaného standardu značně odlišné.
Roku 1834 se Gottlund se svou rodinou přestěhoval do Finska a usadil se v Kuopiu, kde žila jeho ovdovělá matka. Úspěch prvního vydání Kalevaly Eliase Lönnrota roku 1835 byl pro něho velkým zklamáním, protože potlačil význam sborníku Otava pro finské národní sebeuvědomění. Přesto především díky němu získal roku 1839 místo lektora finštiny na Carské Alexandrově universitě v Helsinkách. Jeho schopnosti praktické výuky spisovného jazyka však byly poměrně slabé, protože byl zastáncem volné soutěže mezi dialekty a osobně stále upřednostňoval savoský dialekt. Gottlund ve skutečnosti nechtěl, aby se finština stala převládajícím jazykem ve Finsku. Švédština a finština se podle jeho představ měly volně vyvíjet vedle sebe a stejně tak i finské dialekty.

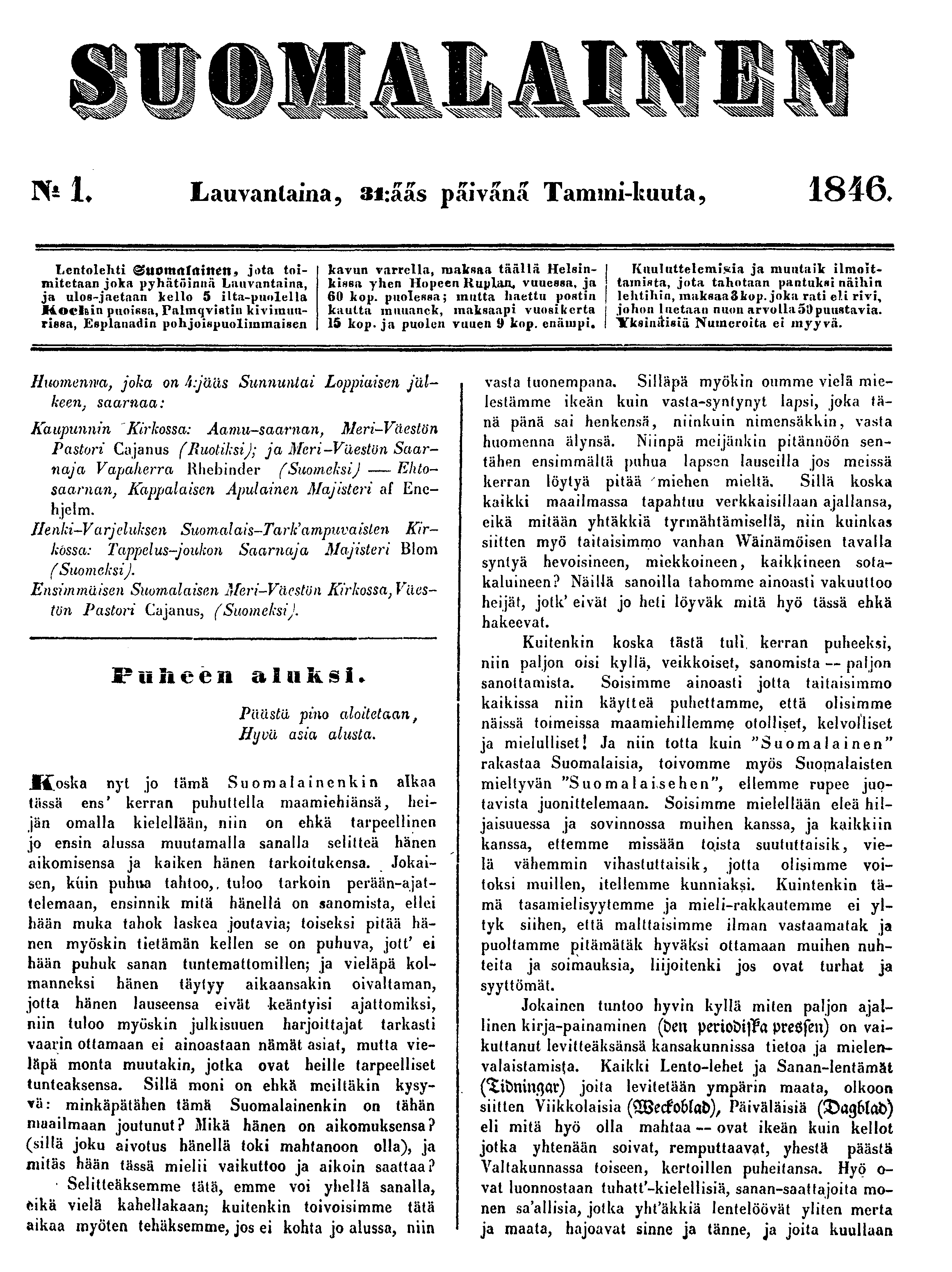
První číslo novin Suomalainen

Roku 1840 vydal Gottlund epos Runola (volně přeloženo jako Země písní), který měl konkurovat Lönnrotově práci. Šlo o směs klasických a romantických prvků s velmi malou návazností na skutečný finský folklór. Gottlund v eposu vytvořil něco jako Valhallu pro největší zpěváky finských run. Dílo bylo přijato s údivem a stalo se začátkem konce Gottlundovy kariéry. Veršový rozměr v díle byl shledán nesprávným, jazykové obraty vykazovaly špatnou znalost finštiny a typicky finské prvky v eposu, které nebyly ze skandinávské mytologie, obsahovaly navíc odvážné sexuální motivy a metafory, které byly převzaty z Gottlundových raných folklórních sbírek.

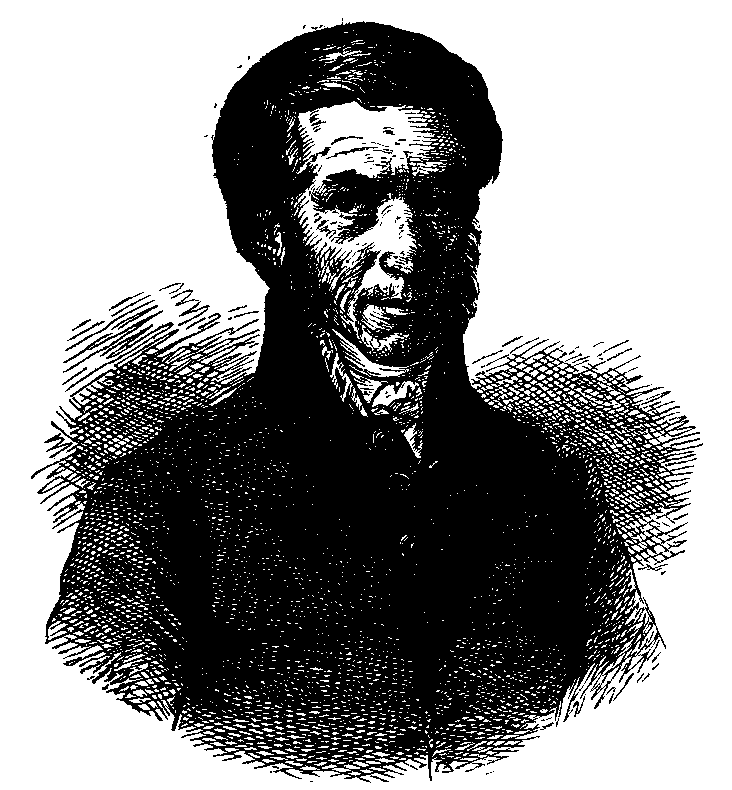
Carl Axel Gottlund, obrázek z roku 1876

V roce 1842 získal Gottlund povolení otevřít v Helsinkách tiskárnu. Roku 1846 založil noviny Suomalainen tištěné ve finštině a v letech 1847 až 1849 vydával podobné noviny s názvem Suomi. Hlavním problémem obou nepříliš úspěšných novin byl opět savoský dialekt a také nevybíravé polemiky, kvůli kterým ztratili státní finanční podporu. Třikrát se neúspěšně pokusil získat profesuru finštiny na Carské Alexandrově univerzitě. V letech 1859-1860 podnikl několik archeologických výzkumných cest po Finsku, ale možnost získat profesuru v tomto oboru si zničil absencí sebekritiky a divokým výkladem svých nálezů.
V roce 1864 vydal zuřivou brožuru proti všem svým údajným nepřátelům pod názvem Läsning för Finnar (Čtení pro Finy).Nevybíravě v ní kritizuje své protivníky a popisuje křivdy, které musel zažít na své akademické dráze zejména od Společnosti finské literatury a od univerzitního konsistoria. Ještě na počátku 70. letech 19. století vydával Gottlund polemické knihy ve vlastním nakladatelství, když už noviny nechtěly jeho díla tisknout. Až v roce 1874 se u něho začala projevovat srdeční choroba, na kterou 20. dubna 1875 zemřel.

## Výběrová bibliografie
- Pieniä runoja Suomen poijille ratoxi (1818-1821, Malé básně pro potěšení finských chlapců), dva díly, první skutečně finská publikace starých finských lidových básní.[7]
- Otava, eli suomalaisia huvituksia (1828 a 1832, Otava), literární a vědecký sborník, tři svazky, poslední vyšel až posmrtně v roce 1929.
- Suomalaisia paimen-soittoja (1828, Finské pastýřské písně), notový dodatek k prvnímu svazku sborníku Otava.[8]
- Runola (1840), neúspěšný epos, který měl konkurovat Lönnrotově Kalevale.
- Uusia suomalaisia lauluja (1845–1846, Nové finské písně).
- Nyt ja ennen (1846, Nyní a dříve), báseň.
- Sampo (1847), poetické album, které obsahovalo Gottlundovy vlastní básně a překlady, včetně básní Carla Michaela Bellmana.[9]
- Jumalasta ja hänen monenaisista nimittämisestä moailman erinäisillä kielillä (1850, O Bohu a jeho mnoha jménech v různých jazycích).
- Forskningar uti sjelfva grund-elementerna af det finska språkets grammatik, efter föregående anmärkningar om språket i allmänhet (1863, Výzkumy úplně základních prvků gramatiky finského jazyka po předchozích poznámkách o jazyce obecně).[10]
- Läsning för finnar (1864, Čtení pro Finy), brožura proti všem svým údajným nepřátelům, ve které je nevybíravě a popisuje křivdy, které musel zažít.
- Den finska Sampo-myten, närmare uttyd och förklarad (1872, Fnský mýtus Sampo, objasněný a vysvětlený), pojednání o kouzelném mlýnku Sampo z Kalevaly.[11]